# サークライン
サークライン（英: Circline）は、環形蛍光ランプの別称である。
1944年にゼネラル・エレクトリック・カンパニーが、世界初の環形蛍光ランプをサークライン（FC12T10/W）の名で発売した。サークラインは商標登録されず、追従した他社の環形蛍光ランプもサークラインを名乗ったことから、環形蛍光ランプとサークラインは同義となった。

## 日本国
日本は戦後の混乱から立ち直り、高度経済成長期に入ろうとしていた。国民の購買力が急速に拡大し、蛍光ランプも民生に用いられつつあった。しかし、直管の蛍光ランプのままでは、日本家屋の和室には似つかわしくなかった。東京芝浦電気株式会社は、ゼネラル・エレクトリック・カンパニーが開発したサークラインに着目し、その国産化に1953年（昭和28年）から着手した。すでにゼネラル・エレクトロリック・カンパニーとの関係を解消していたため技術供与を受けることはできず、製造技術は独自に開発した。こうして1954年（昭和29年）11月に、日本で初めての環形蛍光ランプをマツダ螢光サークライン32形（FCL-32W）として発売した。
ところが、このランプは外径が12in（304mm）もあり、日本の家庭用を想定した場合、もっと小型のほうが適合性が大きいと考えられた。よって東京芝浦電気株式会社では、さらに小型の環形蛍光ランプの開発、検討を進め、1956年（昭和31年）に外径230mmの日本独自の設計になるサークライン30形（FCL-30W）を製品化した。これは,それまでの米国で開発された32形に比べてほぼ同じ消費電力・明るさで、外径は約70％と小型になっている。また、定格電圧を米国設計の147Vから100Vととし、変圧器を不要とした。このランプと、その後に開発された自色拡散透過性のプラスチックを使用した照明器具を組み合わせることにより、それ以降の日本における蛍光ランプの家庭への普及に対する大きく貢献することになった。
30形の仕様は日本工業規格となり、他社も販売に参入した。東京芝浦電気株式会社は1958年（昭和33年）に「サークライン」の商標登録を受けて、日本においては同社の商標となった。現在も、東芝ライテック株式会社はサークラインの名で販売している。

## 脚註

### 註釈
1. 1 2  ゼネラル・エレクトリック・カンパニーのサークライン（FC12T10/W）の仕様は、外径12in、管径1½in、消費電力32W、定格電圧147V、全光束1,600lm、定格寿命2,500hで、東京芝浦電気株式会社のサークライン（FCL-32W）の仕様は、外径304mm、管径31.5mm、消費電力32W、定格電圧147V、全光束1,550lm、定格寿命3,000hと、両者の仕様はほぼ同じだった[1][2][3]。
2. 1 2 3  東芝グループの蛍光灯製造販売事業は、社名変更やグループ再編などにより1984年（昭和59年）3月31日までは東京芝浦電気株式会社が、翌4月1日からは株式会社東芝が、1989年（平成元年）2月1日からは東芝ライテック株式会社が担っている[8][9]。
3. ↑  サークライン30形（FCL-30W）の仕様は、サークライン32形（FCL-32W）の仕様が、外径304mm、管径31.5mm、消費電力32W、定格電圧147V、全光束1,550lm、定格寿命3,000hのところ、外径230mm、管径32mm、消費電力30W、定格電圧100V、全光束1,500lmだった[3][14]。
4. ↑  2023年4月現在[17]。